# Pitthea eximia
Pitthea eximia är en fjärilsart som beskrevs av Druce 1910. Pitthea eximia ingår i släktet Pitthea och familjen mätare. Inga underarter finns listade i Catalogue of Life.